# Apatelodes sublunulata
Apatelodes sublunulata is een vlinder uit de familie van de Apatelodidae. De wetenschappelijke naam van de soort is voor het eerst geldig gepubliceerd in 1920 door William Schaus.